# Ostrowo Nowe
Ostrowo Nowe − nieczynny kolejowy przystanek osobowy. (Gnieźnieńska Kolej Wąskotorowa) w Ostrowie, w gminie Powidz, w powiecie słupeckim, w województwie wielkopolskim, w Polsce. Oddany do użytku w 1911 roku.